# Belvedere Ostrense
Belvedere Ostrense é uma comuna italiana da região dos Marche, província de Ancona, com cerca de 2 180 habitantes. Estende-se por uma área de 28 km², tendo uma densidade populacional de 78 hab/km². Faz fronteira com Castelplanio, Maiolati Spontini, Montecarotto, Morro d'Alba, Ostra, Poggio San Marcello, San Marcello, Senigália.

## Demografia
| Variação demográfica do município entre 1861 e 2011                               |
|                                                                                   |
| Fonte: Istituto Nazionale di Statistica (ISTAT) - Elaboração gráfica da Wikipedia |